# Fritz Thiemes

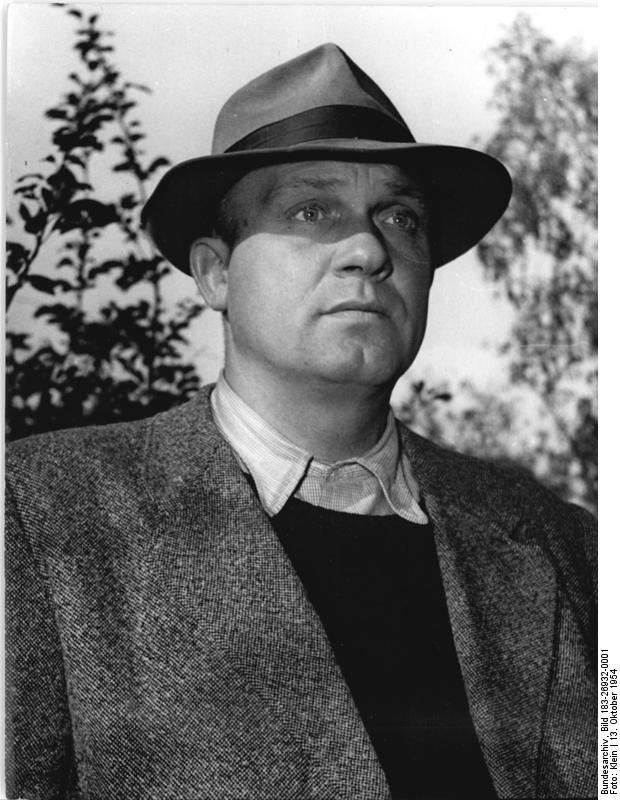
Fritz Thiemes (1954)

Fritz Thiemes (* 29. Oktober 1914 in Mahlow, Kreis Zossen; † unbekannt) war ein deutscher Politiker der DDR-Blockpartei DBD. Er war Vorsitzender des Bezirksvorstandes Berlin der DBD und Abgeordneter der Volkskammer der DDR.

## Leben
Thiemes, Sohn eines Kleinbauern, besuchte das Realgymnasium und erlernte von 1932 bis 1935 den Beruf des Bäckers und Konditors. 1935/36 arbeitete er in der elterlichen Landwirtschaft, leistete ab 1936 Militär- und Kriegsdienst und geriet in Kriegsgefangenschaft. Von 1945 bis 1958 war er Pächter einer Bauernwirtschaft in Berlin-Buch, ab 1958 Mitglied und stellvertretender Vorsitzender der LPG „Frohe Zukunft“ in Berlin-Buch.
1948 trat er der Vereinigung der gegenseitigen Bauernhilfe (VdgB) und 1951 der DBD bei. Ab 1949 war er Mitglied im Stadtvorstand der VdgB. 1952 war er Mitbegründer der ersten Arbeitsgemeinschaft werktätiger Einzelbauern in Groß-Berlin. Von 1957 bis 1960 wirkte er als stellvertretender Vorsitzender, von 1960 bis 1963 als Vorsitzender und dann wieder seit 12. Januar 1963 als stellvertretender Vorsitzender des DBD-Bezirksvorstandes Berlin. Von 1960 bis 1982 war er Mitglied des DBD-Parteivorstandes.
Von 1954 bis 1967 war er Abgeordneter der Volkskammer der DDR und Mitglied des Ausschusses für Land- und Forstwirtschaft.

## Auszeichnungen in der DDR
- Ehrennadel der Nationalen Front (1957)
- Ehrennadel der VdgB (1958)
- Ernst-Moritz-Arndt-Medaille (1962)
- Vaterländischer Verdienstorden in Bronze